# Symfoni nr. 1 (Beethoven)
 For alternative betydninger, se Symfoni nr. 1. (Se også artikler, som begynder med Symfoni nr. 1)
Ludwig van Beethovens symfoni nr. 1 i C dur, op. 21, var dedikeret til baron Gottfried van Swieten, en tidlig protektor for komponisten. Stykket blev udgivet i 1801 af Hoffmeister & Kühnel fra Leipzig. Det vides ikke nøjagtigt, hvornår Beethoven afsluttede værket, men skitser af finalen viste sig at være fra 1795.

## Historisk baggrund
Symfonien er tydeligt inspireret af Beethovens forgængere, især hans lærer Joseph Haydn såvel som Wolfgang Amadeus Mozart, men har ikke desto mindre egenskaber, der markerer det som et unikt værk af Beethoven, især den hyppige brug af sforzandi samt pludselige skift i tonale centre, der er usædvanlige i en traditionel symfonisk form (især i 3. sats) og den fremtrædende, mere uafhængige brug af blæseinstrumenter. Skitser til finalen findes blandt opgaver, som Beethoven skrev, mens han studerede kontrapunkt under Johann Georg Albrechtsberger i foråret 1797.
Premieren fandt sted den 2. april 1800 i KK Hoftheater nächst der Burg i Wien. De fleste kilder er enige om, at koncertprogrammet også omfattede Beethovens septet samt en symfoni af Mozart, men der er en uenighed om, hvorvidt resten af programmet indeholdt uddrag fra Haydns oratorium The Creation eller fra The Seasons, og om Beethovens egen klaverkoncert nr. . 1 eller nr. 2 blev spillet.

## Instrumentering
Symfonien er skrevet for følgende instrumentering:
| Træblæsere 2 Fløjter 2 Oboer 2 Klarinetter i C 2 Fagotter | Messingblæsere 2 Valdhorn i C og F 2 Trompeter i C | Percussion 2 Pauker i C og G | Strygere 1. Violiner 2. Violiner Violaer Celloer Kontrabas |

Klarinetstykkerne spilles almindeligvis på B♭ klarinet, da C og D klarinetter ikke længere er udbredte. Der er dog en vis kontrovers om, hvorvidt de skal spilles på E♭-instrumenter i stedet. E♭ klarinetens klangfarve er meget tættere på den for C og D klarinetter end den varmere lydende B♭ klarinet.  Den anden fløjte bruges ikke i anden sats.

## Form
Der er fire satser:
1. Adagio molto – Allegro con brio, (C-dur)
2. Andante cantabile con moto, (F-dur)
3. Menuetto: Allegro molto e vivace, (C-dur)
4. Adagio – Allegro molto e vivace, (C-dur)

En typisk opførelse varer mellem 22 og 29 minutter.

## Beskrivelse og analyse
Begyndelsen af den 12 takter lange introduktion i første sats omtales undertiden som en "musikalsk spøg". For eksempel har den engelske musikolog Donald Tovey kaldt dette værk "en komedie af manerer" Symfoni nr. 1 kan betragtes som et resultat af Beethovens dristige musikalske eksperimentering og fremskridt, som han præsenterer fem år efter Haydns sidste symfoni og tolv år efter Mozarts sidste Jupitersymfoni: Usædvanligt starter Beethovens 1. symfoni med en sekvens af gentagne gange fremhævede dominerende toniske akkordsekvenser, dog i den "forkerte" toneart og uberørt og fører væk fra tonikken, så lytteren kun gradvist indser symfoniens virkelige toneart. I overensstemmelse med traditionen er den første sats imidlertid komponeret eksemplarisk i sonateform . Her, som et nyt element, bruger Beethoven det mere lyriske andet motiv til at vise og flette træblæserne med strygerne. Udviklingen er udførlig og hovedsageligt baseret på satsens første tema og udforsker en lang harmonisk progression (startende fra A-dur, over B♭-dur, til F-dur i slutningen); det forfiner også sammenstillingen og kombinationen af orkesterinstrumenter (træblæsere og strygere). kodaen minder om det musikalske motiv inden satsen lukkes med kraftigt gentagne akkorder spillet af hele orkestret.
På grund af Beethovens metronommarkeringer og tilføjelsen af angivelsen af con moto ("med bevægelse") er anden sats spillet betydeligt hurtigere end det generelle begreb at tempo. Utraditionelt bruger Beethoven hele orkesterets instrumentering (bortset fra andenfløjten) og viser derfor et stort lydspektrum i denne sats, som også er komponeret i sonateform.
Den tredje sats er bemærkelsesværdig, for selvom den er angivet som Menuetto, er den markeret Allegro molto e vivace og bliver følgelig spillet så hurtigt, at det i det væsentlige er en Scherzo - en beskrivelse, der mest bruges efter Beethovens første symfoni. For det andet viser den som et iboende element i scherzo ikke sædvanligvis nye melodier eller motiver, men bruger i stedet de musikalske skalaer og triader fra første sats som stykkets motiv, der gengiver satsens momentum og elegance. Et bemærkelsesværdigt element i denne sats er den pludselige ændring af tonecentret meget tidligt i satsen. Mens mange åbningstemaer for symfonisk skrivning i den klassiske periode typisk forblev inden for diatonisk harmoni, skifter Beethoven fra C-dur op til D-dur kun omkring 36 takter inde i satsen. En lytter hører det dramatiske skift kun omkring 15 sekunder ind i satsen.
Fjerde og sidste sats åbner med en anden introduktion, der kun består af skalafragmenter, der langsomt spilles af førsteviolinerne alene, der begynder på G og efterhånden tilføjer flere toner. Efter endelig at have nået F, der skitserer en dominerende syvende akkord i C-dur, begynder den virkelige start på finalen Allegro molto e vivace i C-dur med et tema, der ligner (både i rytme og karakter) fjerde sats af Haydns Symfoni nr. 88 i G-dur. Komponeret igen i en solid sonateform bruger Beethoven skalaen som det fremherskende motivelement i denne sats, kan anses som en hyldest af Haydns fjerde sats i dennes symfoni nr. 88.
Den musikalske form følger den etablerede komponistradition, men det musikalske indhold, instrumentering og tempi, er usædvanligt, hvis ikke revolutionerende, for et symfonisk værk af Beethovens tid. Beethoven etablerede sig med dette værk som en unik og dristig symfonisk komponist.